# Deltobotys
Deltobotys é um gênero de mariposa pertencente à família Crambidae.